# Belver de Cinca
Belver de Cinca est une commune d'Espagne dans la province de Huesca en la communauté autonome d'Aragon.
Son territoire se situe dans la vallée du Cinca, près de la confluence avec l'Èbre.

## Géographie
Administrativement la localité se trouve à l'est de l'Aragon dans la comarque de la Bajo Cinca/Baix Cinca.
Localités limitrophes : À compléter

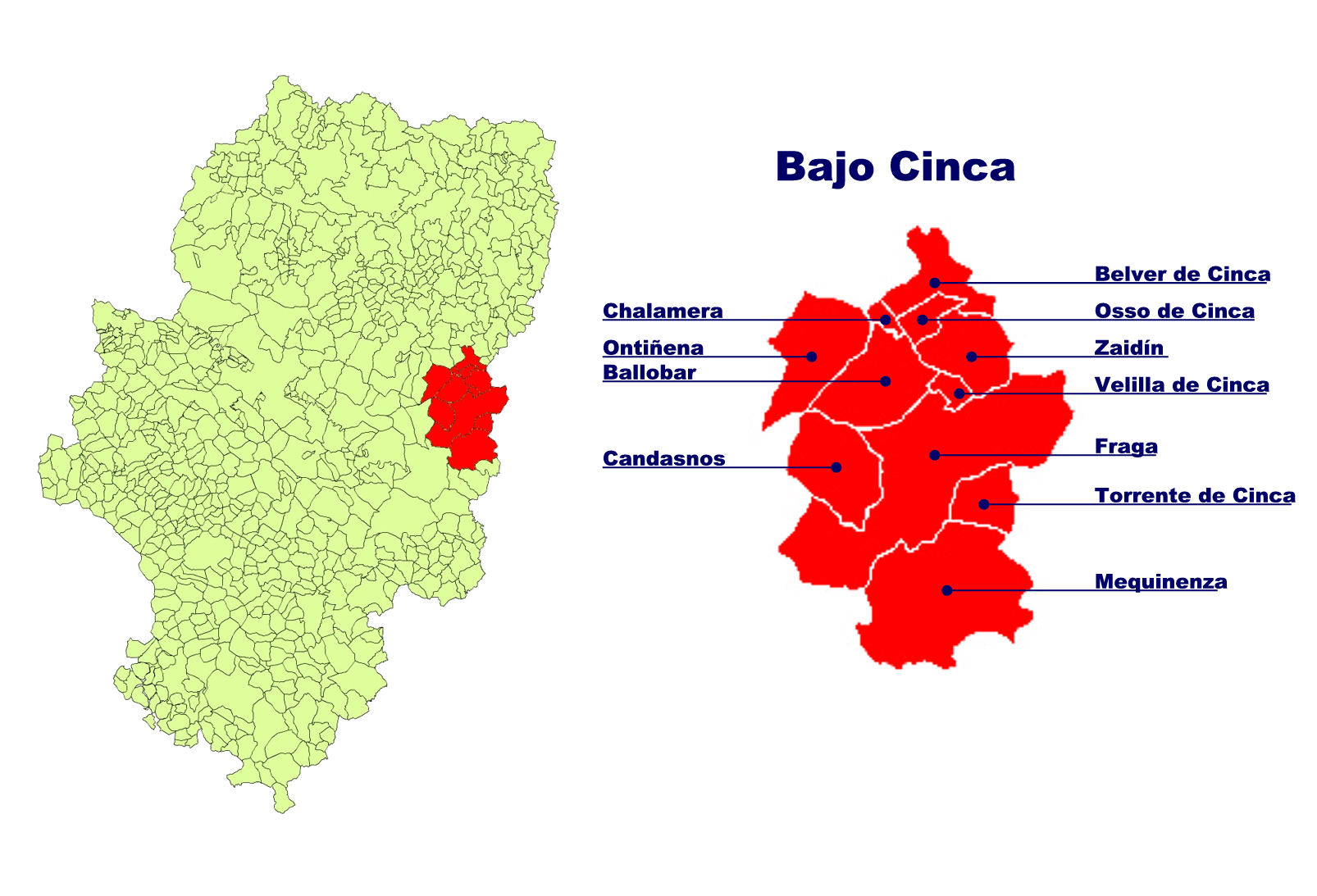
Territoire des communes en la comarque de la Bajo Cinca/Baix Cinca (zone rouge, reste de l'Aragon en vert clair)

Hameaux dépendants de la localité de Belver de Cinca:
- Monte Julia
  - Anciennement Calavera[3], seigneurie de l'ordre du Temple devenue chef-lieu d'une commanderie de l'ordre de Saint-Jean de Jérusalem dite de Calavera et Valonga (à partir du XVIe siècle)
- Peña-Roa
- San Miguel
- Valonga

## Administration
| Période | Période | Identité             | Étiquette | Qualité |
| ------- | ------- | -------------------- | --------- | ------- |
| 1979    | 1983    |                      |           |         |
| 1983    | 1987    |                      |           |         |
| 1987    | 1991    |                      |           |         |
| 1991    | 1995    |                      |           |         |
| 1995    | 1999    |                      |           |         |
| 1999    | 2003    |                      |           |         |
| 2003    | 2007    |                      |           |         |
| 2007    | 2011    | Jesús Alegre Estarán | PSOE      |         |

## Démographie
| Évolution démographique | Évolution démographique | Évolution démographique | Évolution démographique | Évolution démographique | Évolution démographique | Évolution démographique | Évolution démographique | Évolution démographique | Évolution démographique | Évolution démographique | Évolution démographique | Évolution démographique | Évolution démographique | Évolution démographique | Évolution démographique | Évolution démographique | Évolution démographique |
| 1842                    | 1857                    | 1860                    | 1877                    | 1887                    | 1897                    | 1900                    | 1910                    | 1920                    | 1930                    | 1940                    | 1950                    | 1960                    | 1970                    | 1981                    | 1991                    | 2001                    | 2008                    |
| ----------------------- | ----------------------- | ----------------------- | ----------------------- | ----------------------- | ----------------------- | ----------------------- | ----------------------- | ----------------------- | ----------------------- | ----------------------- | ----------------------- | ----------------------- | ----------------------- | ----------------------- | ----------------------- | ----------------------- | ----------------------- |
| 989                     | ..                      | ..                      | 2064                    | 2183                    | 2158                    | 2333                    | 2389                    | 2292                    | 2230                    | 2117                    | 1665                    | 1530                    | 1365                    | 1253                    | 1148                    | 1007                    | 1380                    |

## Personnalités liées à la commune
- Frère Berenguer de Bellvís, dernier commandeur templier de Monzón[5] (inhumé avec d'autres frères du Temple en l'ermitage de Nuestra Señora de Gracia, actuelle casa Fox.)[6]
- Manuel Lozano Guillén (1904-1945), républicain espagnol fusillé sous l'Espagne franquiste[7].